# Lotta greco-romana ai Giochi della X Olimpiade - Pesi medio-massimi
La competizione della categoria pesi medio-massimi (fino a 87 kg) di lotta greco-romana dei Giochi della X Olimpiade si è svolta dal 4 al 7 agosto al Grand Olympic Auditorium in Los Angeles.

## Formato
Ad ogni incontro venivano assegnate le seguenti penalità:
- 0 = Al vincitore per schienata
- 1 = Al vincitore ai punti
- 3 = Allo sconfitto

Con cinque punti o più di penalità il lottatore veniva eliminato.

## Risultati
| Legenda                                  | Legenda |
| ---------------------------------------- | ------- |
| Lottatore con 5 penalità o più Eliminato |         |

### 1 turno
| Vincitore       | Pen. | Risultato | Sconfitto     | Pen. |
| --------------- | ---- | --------- | ------------- | ---- |
| Rudolf Svensson | 1    | ai punti  | Onni Pellinen | 3    |
| Mario Gruppioni | 0    | -         | Esente        |      |

### 2 turno
| Vincitore       | Pen. | Risultato | Sconfitto       | Pen. |
| --------------- | ---- | --------- | --------------- | ---- |
| Onni Pellinen   | 4    | Schienata | Mario Gruppioni | 3    |
| Rudolf Svensson | 1    | -         | Esente          |      |

### 3 turno
| Vincitore       | Pen. | Risultato | Sconfitto       | Pen. |
| --------------- | ---- | --------- | --------------- | ---- |
| Rudolf Svensson | 1    | Schienata | Mario Gruppioni | 6    |
| Onni Pellinen   | 4    | -         | Esente          |      |

## Classifica finale
| Pos.    | Atleta          | Nazione   |
| ------- | --------------- | --------- |
| Oro     | Rudolf Svensson | Svezia    |
| Argento | Onni Pellinen   | Finlandia |
| Bronzo  | Mario Gruppioni | Italia    |